# Coon Rapids (Iowa)
Coon Rapids ist eine Stadt (mit dem Status „City“) im Carroll County und zu einem kleinen Teil im Guthrie County im US-amerikanischen Bundesstaat Iowa. Das U.S. Census Bureau hat bei der Volkszählung 2020 eine Einwohnerzahl von 1.300 ermittelt.

## Geografie
Coon Rapids liegt im westlichen Zentrum Iowas am Middle Raccoon River, der über den Raccoon River und den Des Moines River zum Stromgebiet des Mississippi gehört.
Das Stadtgebiet erstreckt sich über eine Fläche von 4,61 km² und liegt größtenteils in der Union Township des Carroll County. Ein kleiner Teil des Stadtgebiets reicht in die Orange Township des Guthrie County.
Nachbarorte von Coon Rapids sind Ralston (23,4 km nordnordöstlich), Scranton (27,6 km nordöstlich), Bayard (11,5 km ostsüdöstlich), Dedham (14,7 km westnordwestlich), Templeton (25,5 km in der gleichen Richtung) und Glidden (25 km nordnordwestlich).
Das Zentrum von Des Moines liegt 111 km ostsüdöstlich. Die nächstgelegenen weiteren Großstädte sind die Twin Cities in Minnesota (Minneapolis und Saint Paul) (447 km nordnordöstlich), Rochester in Minnesota (392 km nordöstlich), Waterloo (258 km ostnordöstlich), Cedar Rapids (271 km östlich), Iowa City (283 km ostsüdöstlich), Kansas City in Missouri (351 km südlich), Nebraskas größte Stadt Omaha (167 km südwestlich), Sioux City (193 km nordwestlich) und South Dakotas größte Stadt Sioux Falls (329 km in der gleichen Richtung).

## Verkehr
Der Iowa State Highway 141 führt in Nordwest-Südost-Richtung als Hauptstraße durch Coon Rapids. Alle weiteren Straßen sind untergeordnete Landstraßen, teils unbefestigte Fahrwege sowie innerörtliche Verbindungsstraßen.
Durch Coon Rapids führt parallel zum IA 141 eine Eisenbahnlinie für den Frachtverkehr der BNSF Railway.
Mit dem Arthur N. Neu Airport befindet sich 32 km nordnordwestlich ein kleiner Flugplatz. Der nächste Verkehrsflughafen ist der Des Moines International Airport (120 km ostsüdöstlich).

## Bevölkerung
Nach der Volkszählung im Jahr 2010 lebten in Coon Rapids 1305 Menschen in 550 Haushalten. Die Bevölkerungsdichte betrug 283,1 Einwohner pro Quadratkilometer. In den 550 Haushalten lebten statistisch je 2,3 Personen.
Ethnisch betrachtet setzte sich die Bevölkerung zusammen aus 97,7 Prozent Weißen, 0,1 Prozent (eine Person) Afroamerikanern, 0,1 Prozent amerikanischen Ureinwohnern sowie 1,4 Prozent aus anderen ethnischen Gruppen; 0,8 Prozent stammten von zwei oder mehr Ethnien ab. Unabhängig von der ethnischen Zugehörigkeit waren 3,3 Prozent der Bevölkerung spanischer oder lateinamerikanischer Abstammung.
25,9 Prozent der Bevölkerung waren unter 18 Jahre alt, 50,7 Prozent waren zwischen 18 und 64 und 23,4 Prozent waren 65 Jahre oder älter. 53,0 Prozent der Bevölkerung waren weiblich.
Das mittlere jährliche Einkommen eines Haushalts lag bei 45.208 USD. Das Pro-Kopf-Einkommen betrug 24.482 USD. 13,4 Prozent der Einwohner lebten unterhalb der Armutsgrenze.

## Bekannte Bewohner
- Warren Garst (1850–1924) – 19. Gouverneur von Iowa (1908–1909) – lebte mehrere Jahre in Coon Rapids